# Cantó de Prunelli-di-Fiumorbo
El cantó de Prunelli-di-Fiumorbo era una divisió administrativa francesa situada al departament de l'Alta Còrsega i a la Col·lectivitat Territorial de Còrsega. Va ser suprimit el 2015.

## Geografia
El cantó s'organitzava al voltant de Prunelli-di-Fiumorbo dins el districte de Corte. La seva alçària varia de 0 m (Prunelli-di-Fiumorbo) a 2.036 metres (Isolaccio-di-Fiumorbo) amb una alçària mitjana de 526 m.

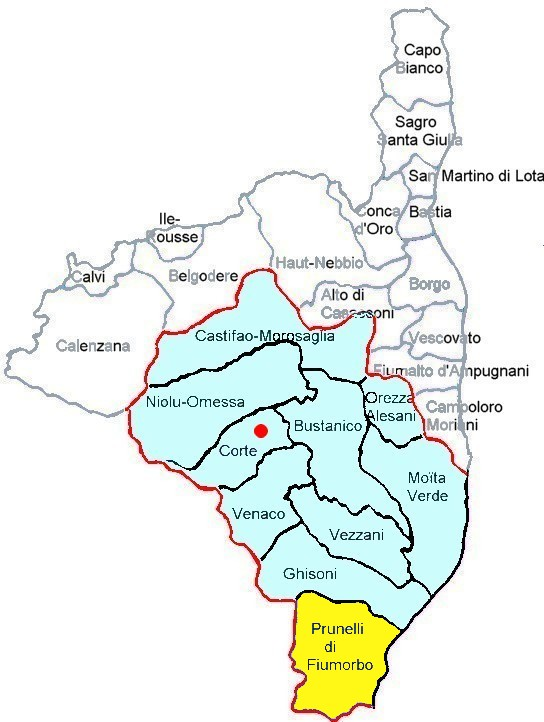
Localització del cantó de Prunelli-di-Fiumorbo

## Administració
| Període | Identitat       | Partit              | Qualitat             |  |
| ------- | --------------- | ------------------- | -------------------- |  |
| 2004    | François Tiberi | Socialistes i afins | alcalde de Ventiseri |  |

## Composició
| Nom                    | Població | Codi Postal | Codi Insee |  |
| ---------------------- | -------- | ----------- | ---------- |  |
| Isolaccio-di-Fiumorbo  | 333      | 20240       | 2B135      |  |
| Prunelli-di-Fiumorbo   | 2 943    | 20243       | 2B251      |  |
| Serra-di-Fiumorbo      | 256      | 20240       | 2B277      |  |
| Solaro                 | 583      | 20240       | 2B283      |  |
| Ventiseri              | 2 023    | 20240       | 2B342      |  |
| San-Gavino-di-Fiumorbo | 209      | 20240       | 2B365      |  |
| Chisa                  | 97       | 20240       | 2B366      |  |

## Demografia
| 1962  | 1968  | 1975  | 1982  | 1990  | 1999  |
| ----- | ----- | ----- | ----- | ----- | ----- |
| 3.491 | 4.300 | 4.114 | 5.465 | 5.974 | 6.444 |